# 독일의 이주노동자

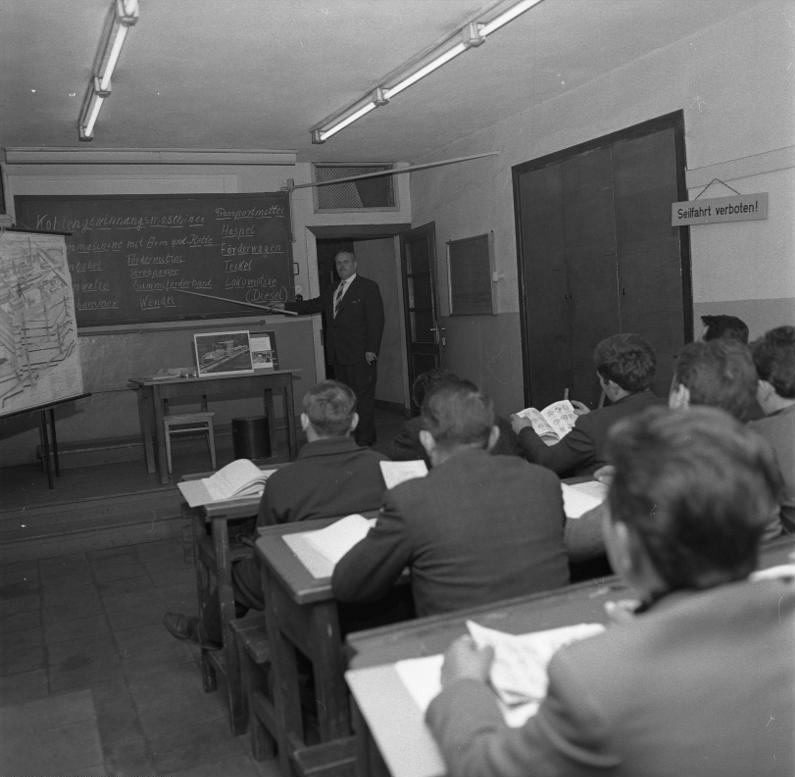
교육받는 독일의 이주노동자

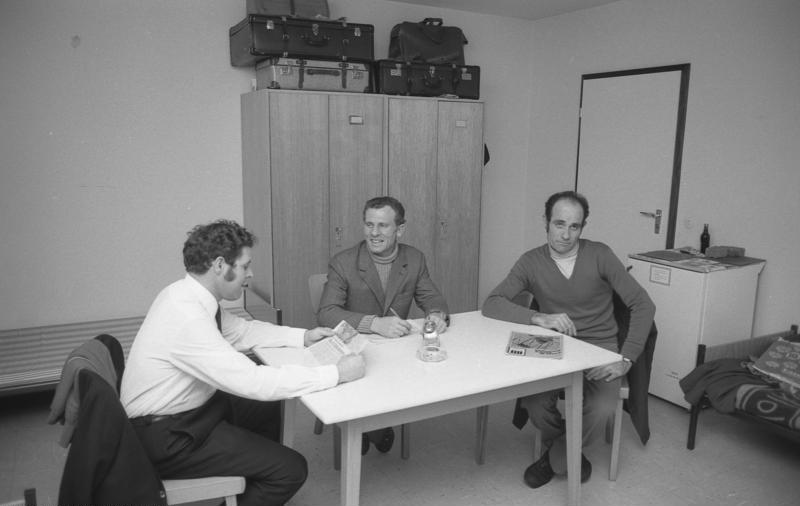
독일 폭스바겐 이주노동자

독일의 이주노동자(獨逸의移住勞動者, 독일어: Gastarbeiter)는 정치 경제학에서 생긴 개념으로 1950년대 이후 독일에 이민온 후 각 산업에서 종사하고 있는 노동자를 의미한다.

## 개요
전 세계적으로 국제 이민자의 수는 1억 2천만명 정도며, 그중 130만명 정도가 매년 유럽연합으로 들어간다. 독일은 그러한 이민자들이 가장 선호하는 국가이며 유럽국가 중 전체 인구에서 외국인이 차지하는 비중이 가장 높은 국가이다. 독일은 과거 엄격한 노동허가제를 실시하였다. 그러나 최근 인구 감소와 전문인력의 부족 현상이 두드러짐에 따라 해외 전문인력의 취업 체류를 쉽게 하고 이민을 허용하는 새 이민법 개정(Zuwanderungsgesetz)을 실시 하였다.(2005)
이주와 통합은 독일에게 큰 영향을 미치는 이슈이다. 독일 전체 인구대비 9%에 달하는 약 730만명의 외국인이 현재 독일에 거주하고 있으며, 거의 1,600만명의 사람들이 이민배경을 가지고 있다. 그들중 대다수는 비숙련 이주노동자에서 출발했음에도 IT연구원이나 전문가로서 독일에서 일하는 숙련 노동자에게 관심이 있다. 독일의 이주노동자에 관한 연구는 50여년 전부터 논의 되었으며 이후 다문화와 이민정책에 대한 다양한 관점이 제시되었다.

## 역사
1955년에 약 8만명 정도에 불과하던 독일의 이주노동자는 1950년대 후반부터 많은 노동자의 유입으로 1964년에 100만명을 넘어섰다. 그 뒤 수가 급증, 1971년에는 220만명이 되어 전체 노동자의 10%를 넘어서기 시작했다.
1973년 들어 260만명이 들어와 독일 노동시장이 포화상태에 이르자 독일 정부는 '모집 중지' 조치를 내리게 된다.
1983년 '귀국촉진법'이 제정되어 보조금 등으로 외국인의 귀국을 장려했으나 효과를 내지 못하였다.
1998년 미국식의 이중국적제를 도입하려 했으나 반대운동으로 무산되었다.
2000년 세계컴퓨터박람회를 계기로 2만명에 이르는 해외, 특히 인도의 컴퓨터 전문가들에게 '그린카드'(미국식 영주권)를 주는 구상을 발표했다.
2005년 새 이민법이 발효된다. 특히 기술 전문인력에 대한 개방 폭이 확대되었다.
2006년 연방정부는 독일에 사는 외국인들의 통합을 핵심과제로 삼고 있다. 그 중에서도 노동시장 통합에 중점을 두고 있으며, 특히 언어지원과 교육은 통합의 핵심으로 여기고 있다. 통합과 관련된 모든 사회단체 대표들과 함께하는 통합정상회담을 매년 추진하고 있다. 또한 첫 정상회담의 성과물인 '국가 통합계획(2007)'의 실천을 정기적으로 모니터링하고 있다.

## 구성과 현황

### 전체 노동자중 이주노동자의 비율
2014년 현재 독일의 노동자 수는 약 3,733만명 정도이며 이중 이주노동자의 수는 약 315만명 정도로 전체의 8.45%에 달한다.
|            | 총 노동자수 A | 이주노동자수 B | B/A 비중 |
| ---------- | ------------- | -------------- | -------- |
| 인구(명/%) | 37,331,784    | 3,155,127      | 8.45%    |

### 전체 이주노동자 남녀 구성인원과 비율
전체 3,155,127명 중 남성 1,773,365명으로 약 56%, 여성 1,381,762명으로 약 44%를 차지하고 있다.
| 성별     | 남        | 여        | 전체      |
| -------- | --------- | --------- | --------- |
| 인구(명) | 1,773,365 | 1,381,762 | 3,155,127 |
| 비율(%)  | 56        | 44        | 100       |

### 이주노동자의 동서독 분포
전체 이주노동자 중 서독 2,905,251명, 동독 247,616명으로 구 서독이 동독지역에 비해 11.7배가량 많은 것으로 나타났다고 이는 동서독의 독일국적 노동자(서독 27,849,062명 동독 6,280,449명)의 배율 4.4배에 비해 뚜렷하게 높은 수치이다. 위 같은 이주노동자의 서독 쏠림 현상은 서독의 해외 노동인력의 대규모 모집, 통일이후 동독의 좋지 않은 경제사정, 극우세력의 반 외국인 정서와 폭력행위 등과 연관이 있다.
| 성별           | 서독       | 동독      | 동독 대비 서독 배율 |
| -------------- | ---------- | --------- | ------------------- |
| 이주노동자(명) | 2,905,251  | 247,616   | 11.7배              |
| 독일노동자(명) | 27,849,062 | 6,280,449 | 4.4배               |

### 사회보험 보장받는 비율
독일 이주노동자 중 사회보장을 받는 근로자(Sozialversicherungspflichtig Beschäftigte/정규직)의 인원과 비율은 2,340,697명, 74.2%로 독일국적의 노동자 27,257,049명, 79.8%와 비교해 5.6%가 낮다. 또 외국인 중 사회보장 받는 근로자의 비율은 남녀를 기준으로 나눌경우 남성 약 81.3% 여성 65%로 남성에 비해 여성의 근로조건이 불안정하고 사회보장역시 남성근로자에 비해 열악하다고 할 수 있다.
| 사회보험보장받는 노동자 | 독일인      | 외국인    |
| ----------------------- | ----------- | --------- |
| 인구(명)                | 27,257,0492 | 2,340,697 |
| 비율(%)                 | 79.8        | 74.2      |

| 사회보험보장받는 이주노동자 | 남        | 여      |
| --------------------------- | --------- | ------- |
| 인구(명)                    | 1,441,517 | 899,180 |
| 비율(%)                     | 81.3      | 65      |

### 고용률
2013년 기준 독일 거주 외국인은 고용률(15세 이상 생산가능인구 중 취업자가 차지하는 비율)은 35.8%로 독일인 고용율 56.2%보다 현저하게 낮다.
|           | 독일인 | 외국인 | 차이 |
| --------- | ------ | ------ | ---- |
| 고용률(%) | 56.2   | 35.8   | 20.4 |

### 이주노동자의 국적별 분포
독일 내 국제이주노동자의 국적별 분포는 터키 출신이 약 70만명, 폴란드 약 30만명, 이탈리아 약 26만명 순이었다. 참고로 대한민국 국적의 이주노동자는 4,078명이다.
| 국적     | 터키    | 폴란드  | 이탈리아 |
| -------- | ------- | ------- | -------- |
| 인구(명) | 699,860 | 302,355 | 263,259  |

### 이주노동자의 대륙별 분포
대륙별로 나누자면 유럽(터키포함)2,642,311명 아시아305,913명 아프리카123,594명 아메리카78,582명 오세아니아4,727명으로 대다수는 유럽출신 노동자이며 그중에서도 터키(약 70만명), 폴란드(약 30만명), 이탈리아(약 26만명) 출신의 노동자가 가장 높은 비중을 차지하고 있다.
각 대륙별 최다 출신 국가는 아시아-베트남 36,378명, 아프리카-모로코 28,306명, 아메리카-미국 29,743명 오세아니아-호주 3,302명이다.
| 대륙     | 유럽(터키포함) | 아시아  | 아프리카 | 아메리카(남+북) | 오세아니아 |
| -------- | -------------- | ------- | -------- | --------------- | ---------- |
| 인구(명) | 2,642,311      | 305,913 | 123,594  | 78,582          | 4,727      |
| 비율(%)  | 83.7           | 9.7     | 3.9      | 2.5             | 0.2        |

### 이주노동자의 산업별 분포
산업별 분포를 보면, 제조업 부문이 전체 이주노동자의 절반 이상을 차지하고 있다. 다음이 서비스업(식당, 호텔, 청소 등), 상업, 건설업 순이다.

### 이주노동자의 노조가입률
독일의 이주노동자의 노조가입률은 33.8%로 국적별로 보면 터키인이 44.9%, 그리스인이 45%, 이태리인이 41%, 스페인이 41% 등이다. 특이하게도 이주노동자 중 여성노동자들의 노조 가입률은 53%로 남성들보다 더 높게 나타나고 있다.
| 시기             | 비율  |
| ---------------- | ----- |
| 평균 노조 가입률 | 33.8% |
| 튀르키예         | 44.9% |
| 그리스           | 45%   |
| 이탈리아         | 41%   |
| 스페인           | 41%   |

## 독일 이주노동자 정책의 변천

### 초기(초청노동자)

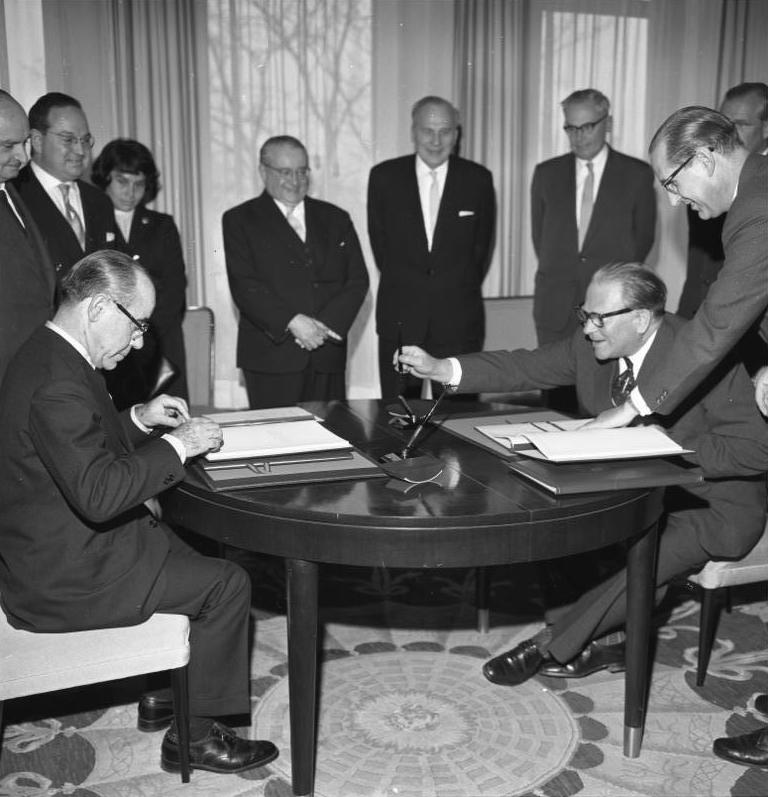
독일 이주노동자 협정

Gastarbeit제라고도 하며 2차 대전 이후부터 1973년까지의 시기이다. 신선한 외국노동자의 순환을 마치 상품의 수출입과 같이 보는 개념으로 독일에 입국하여 일정기간 일을 한 외국인은 다시 출국하게 하고, 새 외국노동자를 도입하는 시스템이다. 이런 시스템에서는 독일 내에 실업이 증가하면, 외국노동자들은 우선적으로 고향으로 보내진다. 이는 마치 산업예비군으로서 기능을 하는 것과 같다. 1961년, 동독에 의한 국경폐쇄는 서독의 인력부족 심화시키는 계기가 되었다. 기업이 정부에 외국근로자의 도입을 요구하였고 60년대에 외국노동자를 대규모로 고용하였다. 초청 노동자의 모집은 연방 노동청에서 주도하였으나 노동시장의 수급은 전적으로 노동시장의 수요에 따라 결정되었다. 외국인 노동자들은 독일에서의 거주가 일시적이라고 여겼지만 실제로는 독일에 뿌리내리고 정착함으로써 70년대 이후의 노동자는 초청되지 않았다.

#### 단기교대제 정책
독일은 외국인 노동력 수입에 있어서 단기교대정책을 채택하였다. 즉 일정기간 독일에서 취업한 외국인근로자에 대하여는 본국에 송환시키는 로테이션정책으로 외국인노동력을 일시적 노동력부족 수습조정요소로 활용하였다. 이는 외국인근로자의 장기체류를 방지하기 위한 것이다.사실 일반노동허가제는 원래 노동시장의 상황을 고려하여 발급되는 것이지만 유효기간을 1년으로 하고 신규의 경우에도 최고2년으로 한정하였으며 계속하여 고용된 경우라도 최고 3년을 넘지 못하도록 하였다. 또한 노동허가의 기각, 철회, 효력상실등에 대한 상세한 규정을 두어 노동허가를 규제함으로써 외국인 근로자의 단기교대를 도모하였으나 다음과 같은 역작용이 발생하였다. 첫째, 기업측은 일정한 기간동안 숙련된 기능을 축적한 근로자가 본국으로 귀환한 후 단기교대제에 의하여 다시 미숙련 근로자로 대체함으로써 드는 교육훈련비용을 부담하여야 하고 신규근로자를 채용하는데 따른 위험부담을 안게되어, 일단 채용된 근로자의 장기체류를 희망하게 되었다. 둘째, 외국인 근로자의 양적 증가는 독일근로자가 취업을 기피하는 직종으로의 집중현상을 초래하여 노동시장의 분단화가 이루어지고 분단화된 노동시장의 구성원들을 중심으로 세력화하는 현상이 나타났다.

#### 노동력 송출국과의 쌍무적 협정
대규모의 노동력을 도입하기 위하여 독일은 개별기업 차원이 아니라 국가간 쌍무협정에 의한 노동력 수입방식을 채택하기도 한다. 독일연방고용청과 노동력 송출국 담당기구가 노동력의 수입송출에 관한 협정을 체결하고 독일연방고용청은 노동력 송출국의 주요 도시에 출장소를 설치하여 담당직원을 파견한다. 외국인근로자를 고용하고자하는 사용주는 연방고용청에 알선을 의뢰하면 연방고용청의 노동력 송출국의 현지 출장소에서 본국의 사용자를 대신하여 근로자를 모집, 선발하고 사용주를 대신하여 계약을 체결한다. 사용자는 근로자의 모집, 알선비용과 여비를 부담한다.

### 1973년~1990년대초
1973년 11월 외국인노동자 모집을 중지한 이후에 외국인귀국촉진법을 제정하는 등 외국인 인력 수입을 규제하였다. 그후에도 불법취업자를 고용하는 사용자에 대한 벌칙을 강화하고 외국인노동자가 귀국 하는 경우 귀국후의 주택자금을 원조하는등 계속 외국 노동력 수입을 제한하였다. 70년대 후반에는 외국인을 구서독사회에 통합시키려는 정책과 귀국촉진 정책을 실시하였다. 1978년, 외국인 근로자법과 노동허가령을 개정하여 일정한 조건을 갖춘 외국인노동자와 그 가족에 대하여 체류허가를 부여하고 8년이상 중단없이 취업하고 있는 외국인 노동자에 대하여 기간의 정함이 없는 특별 노동허가를 부여하는 정책 등이 그것이다. 70년대 후반의 독일의 경제위기와 80년대 초의 대량실업문제가 발생하여 외국인에 대한 실업문제등이 발생한데다 87년 이후 주택난과 89년 독일의 통일로 동독시민의 서독으로의 이주 등은 외국인력에 대한 새로운 문제로 부각되어 왔다. 1983년에는 «외국인 귀국촉진법»(1984년 시행)에 의해 귀국보조금을 지급하였으며 1986년에는 귀국 후의 주택 취득을 보조하고자 하는 «귀국 외국인 주택취득원조법»이 시행되었다. 이러한조치로 1988년까지 10년동안 매년 37만명 이상이 귀국했지만 이는 독일 전체 외국인의 5%에 불과하며, 독일에서 외국인이 전 인구의 7%를 차지하는 수준은 변하지 않고 있다.

### 1990년대(계절노동자)
1973년 외국인노동자 고용 중단 조치 이후 실질적으로 독일의 외국인노동자수는 감소하기 시작했다. 그러나 1990년대 들어서면서부터 독일은 다양한 임시노동자 프로그램을 통해 많은 외국인노동자를 충원했고 2000년에 수가 약 350만 명까지 증가하는 결과를 가져왔다. 전체 노동인구에서 외국인노동자가 차지하는 비중도 1983년 7.4%에서 2000년 9%로 증가했다. 독일의 임시이주노동자 프로그램은 주로 중유럽과 동유럽 국가들과의 양자협정들에 의해 한정되었다. 임시이주노동자 프로그램은 크게 두 가지 유형으로 첫째, 농업과 호텔, 레스토랑 등에 근무하는 계절노동자들은 1년에 최대한 3개월 동안만 노동허가가 부여되었다. 둘째, 계약노동자의 자격으로 독일에 이주하는 외국인 노동자들이다. 계약노동에 관한 양자협정은 12개 중동유럽 국가 및 터키와 체결되었으며, 국가마다 할당을 정해 각국 회사들에 고용되어 있는 노동자들을 2년까지 독일 회사에서 충원하는 방식을 취하고 있다. 계약노동자들의 본국 기업은 독일회사의 하위계약자의 지위를 부여받게 되고 계약노동자에 대한 법률적 지위에 대한 규정은 고용회사가 소재하는 본국의 법률에 의존했다. 전체적으로 외국인노동자 수가 1990년대 이후 증가하고 있지만 이들 중 새로운 외국인노동자 프로그램에 의해 단기간 독일에 체류하는 임시이주노동자들에 대해서는 과거 1960년대와 1970년대 독일에 체류했던 외국인노동자들의 경우에 비해 ‘순환’의 원칙이 비교적 잘 지켜지고 있는 상황이었다. 임시이주노동자 중 상당수는 중동유럽 출신이고 계절노동(seasonal worker)자들이다. 2001년의 경우 27만 8천 명의 계절노동자가 독일에서 고용되었으며 2003년에는 30만 명까지 증가했다. 이들은 대부분 3개월 동안 독일에 머물면서 노동에 종사했고 80%이상이 폴란드로부터 이주해왔으며 나머지는 루마니아, 슬로바키아, 크로아티아 등에서 충원되었다. 2005년의 경우에도 계절노동자는 약 33만 명이 독일에서 고용되었으며 계약노동자(contract worker)의 경우도 2만2천 명이 취업을 통해 독일로 이주했다.

#### 외국인 근로자의 독일사회로의 통합정책
단순·미숙련 노동력의 수입방식으로 채택한 단기교대제가 실패로 돌아가고 귀국촉진정책도 실패한 후 독일에서는 결과적으로 외국인정착인구가 증가하게 되었고 외국인의 자녀 및 자녀의 성장과 출산, 결혼에 따라 더욱 이들의 반영구적 거주가 고착화되었다. 외국인 영주의 증가는 필연적으로 외국인근로자의 실업률 증가, 자녀교육문제, 독일사회에의 적응 및 통합의 어려움이라는 문제가 발생하였다. 동시에 독일정부의 사회적 복지비용 부담, 독일국민과 외국인근로자간의 사회적 통합이 더 큰 사회적 문제로 대두되었다. 그 결과 독일은 노동력 수입제한정책과 병행하여 일단 국내에 들어와 있는 외국인 근로자의 사회적 통합정책을 추진하게 되었다.

### 2000년대(고숙련노동자)
2000년대에 들어서면서 IT산업의 발달과 함께 독일기업들은 30,000명 정도의 IT전문가가 부족하다고 추정하였다. 이러한 부족을 메꾸기 위해서 2000년 컴퓨터, 전자 박람회인 Cebit에서 슈뢰더수상이 그때까지 효력을 발생하고 있던 외국인 모집정지 법령을 해제하고 IT전문가들에게 그린카드제도를 도입할 것을 발표하면서 독일의 이민정책에 대한 토론이 다시 불붙기 시작했다. 2000년 2월 발표된 ‘그린카드’(Green Card)제도를 통해 외국인노동자 중 고숙련, 전문직 종사자의 충원을 본격화했다. 시행 이후 독일은 IT관련 외국인노동자를 주로 동유럽 및 비유럽국가들로부터 고용했으며 2001년 4월까지 단기간 동안에도 약 7천명에 달하는 고숙련 외국인노동자가 독일로 이주했다. 독일에 대거 외국노동자가 온 지 50년이 넘어감에 따라 이들의 2세대, 3세대까지 독일 사회의 구성원이 되었다. 최근 들어 독일사회가 다문화사회라는 사실을 받아들이고 이에 대한 적극적인 대응책이 필요하다는 공감대가 형성되어가고 있다. 특히 OECD 국가들의 학생 수업성과를 조사한 PISA 연구결과에서 독일학생들의 저조한 성적은 이러한 토론에 불을 붙이는 촉매제가 되었다.

## 이민법중 노동이민 관련 주요내용

### 체류허가와 노동허가 절차의 일원화
이전까지는 체류허가와 노동허가 절차가 이원화되어 있었으나 이 법에 의하여 절차의 일원화가 이루어졌다. 노동을 위한 체류허가는 연방노동청의 동의가 있는 경우에 한하여 외국인관청에 의하여 체류허가와 같은 파일에서 다루어진다.(외국인체류·소득활동·통합법 제 39조). 이는 연방노동청과 외국인관청간의 내부적인 절차이기 때문에 허가신청자는 외국인관청에 소정의 절차에 따라 신청하여 체류허가 및 노동허가를 동시에 받을 수 있게 된다. 신청자의 입장에서는 관청 출입시간을 절약하게 되는 이른바 one-stop 서비스를 받을 수 있게 된다. 한편, 과거 외국인법에 의한 체류허가는 5종류로 구분되어 있었으나 신법은 기간의 정함이 있는 체류허가와 기간의 정함이 없는 무기간 영주허가 두 종류로만 구분한다.(외국인체류·소득활동·통합법 제 7조 및 제 9조).

### 노동청의 허가 없이 노동이 가능한 경우
고급 전문 인력의 영주허가를 받을 수 있다. 고급전문인력이라 함은 특별한 전문지식을 가진 학자, 특별한 기능을 가진 지도자 또는 특별한 기능을 가진 학문 관련 인력, 특별한 직업경력을 가진 전문가 및 관리자급 직원으로서 법률상 의료보험 산정의 기준이 되는 소득상한선의 두배 이상의 임금을 받는 자를 의미한다.(외국인체류·소득활동·통합법 제19조). 이러한 조건을 갖춘 외국인은 명령이나 국가간 협정에 따라 노동청의 동의없이도 노동 및 체류가 가능하다. 이들 전문인력의 동반가족 및 추후에 입국하는 가족 역시 독일에서 소득활동에 종사할 수 있는 권리를 갖는다.(외국인체류·소득활동·통합법 제 29조)

### 노동청의 동의를 얻어 노동이 가능한 경우
원칙적으로 일정한 자격이 없는 단순노동자나 일반적인 자격인력에 대하여는 기존의 모집정지 정책을 유지하되, 다만 취업명령에서 정하는 몇가지 직업군에 대하여는 예외가 인정된다. 자격 소지 인력에 대하여는 고용의 공공이익이 있는 경우 노동허가가 부여된다. 노동허가를 위한 노동청의 동의가 필요한 경우, 노동청은 원칙적으로 당 해 노동이 노동시장에 불이익한 영향을 주지 아니하고 우선권을 가진다른 근로자(예컨대 EU시민국)가 존재하지 아니하고 독일 근로자보다 불리한 근로조건으로 취업하는 것인지에 대하여 조사한다(외국인체류·소득활동·통합법 제 39조). 노동청의 동의에 의하여 기간을 정한 노동허가가 가능한 경우에는 대학교육 또는 그에 상응하는 자격을 갖춘 전문인력, IT전문가, 비자관련 특혜국(미국, 이스라엘, 일본, 캐나다, 모나코, 뉴질랜드, 호주, 산마리노, 안도라) 또는 2004년 5월 EU에 가입한 국가의 국민중 자격소지자등이다.(취업명령 제 33조)

### 외국인 유학생의 취업
기존에는 독일에 유학온 외국인 학생이 학업을 마친 후에는 더 이상 체류가 허용되지 않았기 때문에 바로 귀속하여야 하였으나, 신 법에 의하여 외국인 학생이 학업을 종료한 후에도 1년간 머무르면서 일자리를 찾을 수 있게 되었다(외국인체류·소득활동·통합법 제 16조 4항).

### 자영업자 이주지원
최소한 100만유로를 출자하고 10개의 일자리를 제공하는 자영업자는 체류허가를 받게 된다. 이러한 조건이 충족되지 아니하는 경우에는 경제적 효과와 금융안전을 위하여 보다상위의 경제적 또는 특별한 지역적 이익이 존재하는지의 여부에 대한 개별심사를 한 후 그 허용여부를 결정하게 된다(외국인체류·소득활동·통합법 제 21조).

### 2004년 5월 EU회원국이 된 국가의 국민에 대한 우대
2004년 5월 EU에 신규 가입한 10국 국민들은 과도기적으로 경과규정의 적용을 받고 있어 아직까지 기존 EU 회원국 국민과 같은 완전한 국가간 이전의 자유를 향유하지 못하고 있지만, 이들에 대하여는 취업을 위하여 입국한 역외국가의 국민보다는 우선권이 보장된다(제 39조 제6항).

## 이주노동자의 사회적 지위와 인식
독일 사회에서 이주노동자는 전통적으로 하층계급이다. 열악함은 고용에서의 승진까지도 마찬가지의 문제이다. 또 1960년대를 거쳐 1970년대에는 이주노동자들의 수가 급격히 늘어나고 대도시에서는 독일인과 외국인의 거주지가 분리되는 현상이 가속화되었다. 독일인과 외국인 사이의 편견도 증가하여 이주민들이 독일인의 일자리를 빼앗는 것으로 인식하는 빈곤계층과 저학력자들, 특히 청소년 사이에서 반외국인(이주노동자) 정서가 크게 대두되었다.

### 이주노동자의 노동불만족
독일 노동환경의 다양한 측면을 서로 구분하여 관찰하면 독일인과 이주노동자 사이에는 분명한 차이가 드러난다. 임금, 직장자리보장, 상사 및 동료들과의 접촉, 그리고 육체적 부담의 측면에 있어서 이주노동자들은 독일인들보다 불만도가 높다. 직장에서의 해고위험 측면의 중요성과 그에 따른 불만표명은 계속해서 증가했다고 볼 수 있다. 단조로움, 독자성, 작업장에서의 책임에 있어서 이주노동자들은 독일인들보다 그 불만표출 비율이 적다. 작업분야에서 이주노동자들은 전체적으로 독일인보다 더 많은 문제를 해결하지 않았다. 이주노동자들은 임금, 직장보상, 상사 및 동료들과의 관계, 그리고 육체적 부담 영역에 미해결 문제가 많음을 지각하고 있다. 이들의 이런 차이로 인해 독일의 이주노동자의 노동불만족이 생긴다고 볼 수 있다.

### 이주노동자 테러사건
호이에르스베르다 사건: 호이에르스베르다 사건은 1991년 9월 17일~23일 사이 (구)동독지역 작센주에서 일어난 대표적인 외국인 혐오 폭동이다. 젊은 네오 나치 소속의 베트남 노점상에 대한 공격으로 시작되어 모잠비크 출신 노동자 공격, 망명 신청자 아파트에 대한 화염병 공격으로 이어졌다. 이 기간동안 32명이 다치고 83명이 체포되었다. 이 사건이후 작센주는 외국인 노동자와 망명 신청자를 도시에서 탈출시켰다. 호이에르스베르다 사건은 대표적인 이주 노동자 테러사건으로 편견과 차별에 시달리는 이주 노동자의 지위를 보여준다.

## 여성 이주노동자

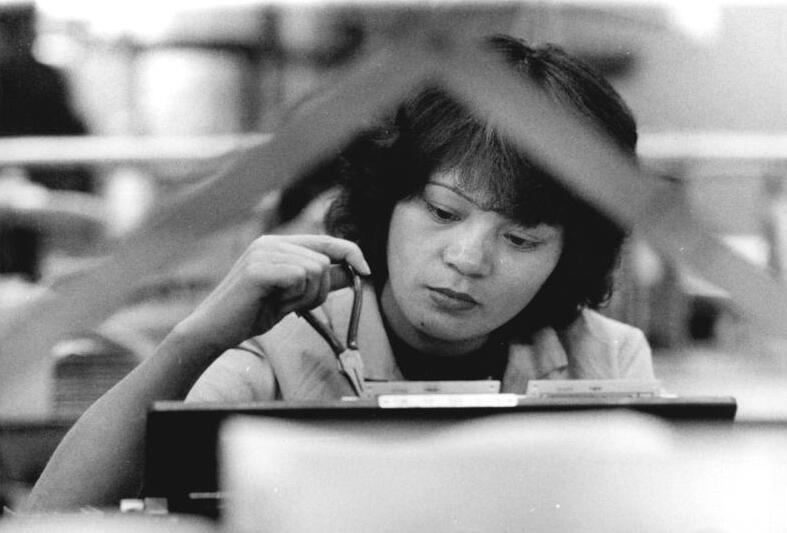
베를린의 여성 베트남 이주노동자

독일의 여성 노동자 중 90%는 기술을 필요로 하지 않는, 주로 물리적 역량에 비중을 둔 노동을 한다. 기실, 터키 여성들 중 기술적인 노동자의 수는 1966년에는 21%, 1968년에는 14% 로 현재보다 높았다. - 이는 기술력을 가진 재봉사들이 일할 공간이 많았기 때문이다. 예를 들어, 임금을 매우 적게 지급하는 공장 같은 곳에서 주로 일을 했다. 1970년대 초부터는 산업 개발에 따라 전자제품을 생성하는 공장에서 주로 노동을 했고 때때로 옷 공장에서의 노동을 병행하기도 했다. 이 때 독일의 북부 지방에서는 인기가 없는, 예로 낚시가 여성 이주노동자들을 많이 필요로 했다. 같은 맥락으로, 호텔에서 청소는 주로 여성이 했으며 갖은 허드렛일을 도맡아 한 것도 여성 이주노동자였다. 독일로 이주하는 여성 노동자들의 장점은 우선 나이가 대부분 어렸으며, 건강에 따라 고를 수 있게 해주고 무엇보다 하루 온 종일 일할 의지가 있다는 점이었다.
서독의 이주노동자 정책은 남녀의 역할이 확실하게 갖춰진 노동시장을 결성하는데에 큰 기여를 했다. 애초에 이주 노동자들은 독일의 현지인이 지급받는 최저임금을 받기로 정해져 있었는데, 이 때 여성의 임금은 남성의 임금보다 30~40% 정도 낮았다. 1960년 대 초까지 남녀 차별적인 근무 환경 및 임금은 현저했으며 이주노동자 라는 사실 자체가 그들을 착취할 수 있는 명분을 주었다. 그로 인해, 여성 이주노동자들은 항상 서열의 맨 아래에 위치하였으며 일 하는 만큼의 보상을 받지 못하는 것이 다반사였다.

## 이주 노동자의 아이들
이주 노동자들은 대부분 아이들과 함께 독일로 이민올 수 없었다. 가족들이 독일로 이민을 와서 노동을 하게 될 때엔, 주로 고향에 있는 아이들을 위해 돈을 보낼 뿐이지 함께 이민을 온다는 것은 매우 이례적인 일이었다. 하지만, 같이 이민을 오는 것이 어쩌면 더 불행한 것이었을지도 모른다. 왜냐하면, 부모님이 일을 할 때 자녀들은 혼자 보내는 시간이 많았기 때문이다.
독일 정부는 이주 노동자의 자녀들의 교육에 대해 아무런 관심을 갖지 않았다. 이주 노동자들의 독일어 실력은 대부분 미흡했기 때문에 독일어 수업을 따로 받아야지만 정상적인 생활을 할 수 있었다. 하지만, 학교에서는 이주 노동자의 자녀들에게 아무런 교육 혜택을 주지 않았고 언어적 도움을 전혀 제공하지 않았다. 1970년대의 이주 노동자들은 하루종일 노동하는게 다반사였는데, 이 때 자녀들은 혼자 밤을 지새우기 마련이었다. 1980년대에 들어서야 교육적 혜택을 주기 시작했기 때문에, 초기에 독일로 이주를 한 노동자들의 자녀가 대학 졸업은 물론이고 노동력면에서도 뒤쳐지는 것은 불가피했다.

## 같이 보기
- 독일
- Gastarbeiter
- 독일의 이민정책
- 대한민국의 간호사 및 광부 파독
- 독일 사회민주당